# 美乃家セントラル・ステイション
美乃家セントラル・ステイション（みのやセントラル・ステイション、1976年 結成 - 1980年 解散）は、日本のポップバンドである。ヴォーカリスト・大橋純子のバックバンドとして結成され、佐藤健や土屋昌巳が在籍したことで知られる。

## 略歴
1973年（昭和48年）当時、ヤマハ音楽振興会のポプコンに関する業務を行う部署として「L.M制作室」があった。L.Mはlight musicの略称で、軽音楽である。室長は後年に編曲者作曲家として活躍する萩田光雄で、船山基紀や佐藤健が在籍していた。佐藤は20歳の大橋と出会い、1974年6月に大橋は22歳で歌手デビューする。
1976年（昭和51年）に佐藤は、大橋のバックバンドとして美乃家セントラル・ステイションを結成する。第一期メンバーは、佐藤、見砂和照、小田健二郎、土屋昌巳（のちに一風堂結成）、滝本大助、福田郁次郎、高杉登である。この年に美乃家は大橋とともに各地の大学で学園祭に招かれ、大橋が「学園祭の女王」と呼ばれることに貢献した。1977年4月に発売した大橋のサード・アルバム『RAINBOW』以降、「大橋純子&美乃家セントラル・ステイション」とクレジットされる。
1979年（昭和54年）に第二期美乃家が始動する。メンバーは見砂と土屋らが脱退し、佐藤、小田、土屋潔、マーティー・ブレイシー、六川正彦、後藤輝夫である。1980年（昭和55年）4月に発売したアルバム『HOT LIFE』を収録し、年内に解散した。解散後の1981年（昭和56年）に発売した大橋のアルバム『Tea For Tears』のアレンジを萩田が手掛けた。

## ディスコグラフィ

### アルバム
- 『RAINBOW』（1977年4月発売） - 1994年にCD化
- 『CRYSTAL CITY』 （1977年11月発売） - 1994年にCD化
- 『沙浪夢 SHALOM』 （1978年6月発売） - 1994年にCD化
- 『FLUSH』 （1978年12月発売） [3]- 1994年にCD化
- 『FULL HOUSE』 1979年6月発売） - 1994年にCD化
- 『Motions & Emotions』 （ベスト盤、1979年11月発売）
- 『HOT LIFE』 （1980年4月発売） - 1994年にCD化

### シングル
- シンプル・ラブ/今シルエットのように (1977.04.05)
- ミスター・スマイル/ラヴィン・スプーンフル (1977.09.05)
- クリスタル・シティー/FUNKY LITTLE QUEENIE (1978.01.05)
- FUNKY LITTLE QUEENIE/SIMPLE LOVE（英語盤） (1978.01.25)
- スターライト・トレイン/センチメンタル・レディ一 (1978.04.25)
- ラプ・マシーン (1978.08.05)
  - A面曲「たそがれマイ・ラブ」は美乃家セントラル・ステイションの演奏ではない。
- サファリ・ナイト (1978.11.25)
  - B面曲「火のように水のように」は美乃家セントラル・ステイションの演奏ではない。
- ビューティフル・ミー/9月になったら (1979.06.25)
- あなたにはわからない/メルヘンの終り (1979.11.25)
- カナディアン・ララバイ/WELCOME TO MUSIC LAND (1980.04.05)